# Dactyloplusia mutans
Dactyloplusia mutans är en fjärilsart som beskrevs av Walker 1865. Dactyloplusia mutans ingår i släktet Dactyloplusia och familjen nattflyn. Inga underarter finns listade i Catalogue of Life.